# Chorvatsko na Letních olympijských hrách 1992
Chorvatsko se účastnilo Letní olympiády 1992 ve španělské Barceloně. Zastupovalo ho 39 sportovců (36 mužů a 3 ženy) v 11 sportech.

## Medailisté
| Medaile | Jméno | Sport     | Soutěž       |
| ------- | --- | --------- | ------------ |
| Stříbro | Vladan Alanovič Franjo Arapovič Danko Cvjetičanin Alan Gregov Arijan Komazec Toni Kukoč Aramis Naglič Velimir Perasovič Dražen Petrović Dino Rada Zan Tabak Stojko Vrankovič | Basketbal | Turnaj mužů  |
| Bronz   | Goran Ivanišević | Tenis     | Muži dvouhra |
| Bronz   | Goran Ivanišević Goran Prpić | Tenis     | Muži čtyřhra |